# Ludovico Brea

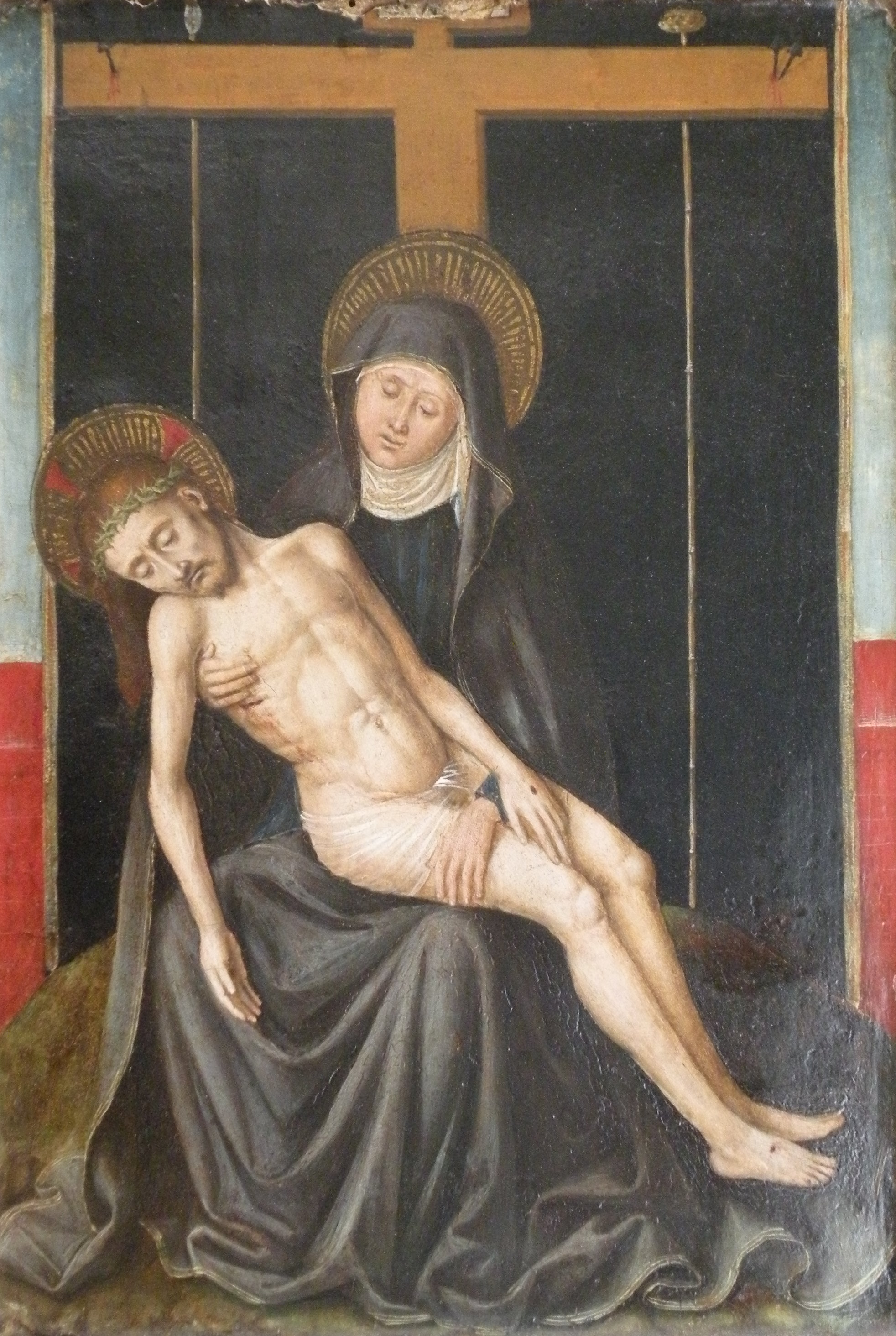
Ludovico Brea, Piedad, Museo del Louvre

Ludovico (o Louis) Brea (Niza, c. 1450–c. 1523) fue un pintor italiano del Renacimiento, activo principalmente en Génova y el occidente de Liguria. 
Nacido en una familia de artesanos toneleros de Niza, se inició en la actividad artística en la región occidental de Liguria, especialmente en torno a Taggia donde pintó numerosos retablos para los dominicos que muestran tanto influencias lombardas como flamencas. Fue maestro en Génova de Teramo Piaggio y Antonio Semino.
Su primera obra segura es la Piedad entre San Martín y santa Catalina de Alejandría, pintada para el monasterio de Cimiez, cerca de Niza, en 1475. Otras obras notables de Brea se pueden encontrar a lo largo de toda la costa, desde Mónaco a Mentone y de Taggia a Imperia (donde recibió la influencia del pintor lombardo Vincenzo Foppa, en aquel momento al servicio del papa Julio II), así como en Savona y Génova, donde estuvo activo a partir de 1483, dejando muestras de su trabajo en la iglesia de la Consolación.

## Obras notables y sus ubicaciones
- La piedad (1475), Museo del Louvre
- Piedad entre san Martín y santa Catalina de Alejandría, monasterio de Cimiez
- La crucifixión (1481), Galería del Palacio Blanco, Génova
- La Ascensión (1483), Galería De Durazzo Giustiniani
- Madonna de la Misericordia (Virgen de la Misericordia) (1483-84)
- Políptico de Santa Catalina (1488) y Bautismo de Cristo (1495) en la iglesia y convento de los dominicos de Taggia
- La Piedad, Catedral de Mónaco
- Maestà, iglesia de Les Arcs
- Retablo de la catedral de Savona (1490), en colaboración con Vincenzo Foppa
- Retablo de Todos los Santos (1512), Santa Maria di Castello, Génova
- Políptico de san Jorge (1516), iglesia parroquial de Montalto Ligure